# Campionato costaricano di calcio a 5
Il campionato costaricano di calcio a 5  è un insieme di tornei di calcio a 5 organizzati dalla LIFUTSAL. La prima divisione maschile, istituita nel 2009, è chiamata "Liga Premier".

## Storia
I primi tornei di quello che all'epoca veniva chiamato "papifútbol" – uno sport con cinque giocatori per squadra, praticato su campi polivalenti con dimensioni specifiche per la pratica del basket – ebbero luogo in Costa Rica nel 1978. Nel 1982 fu istituita la prima associazione di carattere nazionale a governare la disciplina, l'ACOFUSA, che venne affiliata alla FIFUSA. Come altrove, anche in Costa Rica gli anni '90 furono caratterizzati dal declino delle competizioni organizzate da quest'ultima in favore di quelle promosse dalla FIFA: mentre l'ACOFUSA diventava FECOFUS, la Federazione calcistica della Costa Rica istituì una propria commissione dedicata allo sviluppo del calcio a 5 secondo le regole della FIFA. Nel 2000 venne costituita l'AFUSCO che organizzò il primo campionato nazionale articolato in leghe affiliate alla Federcalcio costaricana. La rivalità tra le due organizzazioni si risolse positivamente nel 2008 quando la FECOFUS confluì nell'AFUSCO, ponendo le basi per la nascita di un'unica associazione nazionale, affiliata alla FEDEFUTBOL, chiamata LIFUTSAL.

## Albo d'oro
- 2009:  AD Borussia (1)
- 2010:  T Shirt Mundo (1)
- 2011:  Barrio Peralta (1)
- 2012:  Orotina (1)
- 2013:  AD Borussia (2)
- 2014:  AD Borussia (3)
- 2015:  AD Borussia (4)
- 2016:  Grupo Line (1)
- 2017:  AD Borussia (5)

- 2018:  Joma San José (1)
- 2019:  AD Borussia (6)
- 2020: titolo non assegnato
- 2021:  AD Borussia (7)
- 2022:  AD Borussia (8)
- 2023:  AD Borussia (9)